# Peter Hyballa
Peter Hyballa (Bocholt, 5 dicembre 1975) è un allenatore di calcio tedesco.